# Tabusintac
Tabusintac, ou Tabustinac ou encore Taboujamtèque, est un village du comté de Northumberland, à l'est de la province canadienne du Nouveau-Brunswick. Le village a le statut de district de service local et fait partie de la municipalité d'Alnwick depuis 2023.

## Toponyme
Le nom Tabusintac, qui se prononce ta-bou-sine-tak, provient du micmac Taboosimkik. Ce toponyme signifierait « deux noms », en référence à un Micmac ayant deux noms, ou « deux entrées », en référence à l'anse Française et à la rivière Tabusintac, ressemblant à deux larges rivières à leur confluent près du golfe du Saint-Laurent. Le nom s'épelait Tabisintac jusqu'en 1857, ensuite Tabucintac jusqu'en 1931, où l'orthographe actuelle apparut. La version française du toponyme, encore parfois utilisée, est Taboujamtèque.

## Géographie

### Topographie
Le village de Tabusintac est situé au bord des baies de Néguac et de Tabusintac, séparées du golfe du Saint-Laurent par des dunes, et comprend principalement la basse vallée de la rivière Tabusintac.
À l'embouchure de la rivière, le terrain est plat. Sur la rive droite se trouve un grand marais, les Terres Noires, et un autre plus petit sur la rive gauche. Le terrain s'élève lentement, pour former un plateau avec la vallée de la rivière, plus abrupte, au milieu.
Un autre cours d'eau important est le ruisseau Stymiest Mill, un des affluents de la Tabusintac. Dans la rivière se déversent aussi les ruisseaux Big Marsh, Coal Mine, Cowassaget, de l'Anse, Gaspereau, Limekiln, McLeods, McRobie, Palmer's, Stilson, Straight, Weeks et le Petit Ruisseau du Nord.
Dans les deux baies se déversent les ruisseaux Luftburry's, Fraser et Malpec.
Il n'y a pas de lac importants. Il y a plusieurs anses dans la rivière, la plus importante étant l'anse Française (French Cove), au bord des Terres Noires.
Il y a quelques îles dans la rivière, soit l'île Campbell's, l'île McLeod's et l'île Redpine. Comme mentionné plus haut, les baies sont séparées du golfe par la plage de Néguac, la plage de Tabusintac, l'île Crab, le récif Murray et d'autres dunes plus petites. 
Le village comprend différents quartiers ou hameaux, dont voici une description des principaux. Sur la rive gauche, d'amont en aval, se trouvent Cairn's point, Gaythorne et Wishart's point. Sur la rive gauche se trouve Tabusintac. Juste au sud de Tabusintac se trouve Coverdell. Dans les terres, à l'ouest, se trouve Price Settlement et Stymiest Road.

### Géologie
Le sous-sol de Tabusintac est composé principalement de roches sédimentaires du groupe de Pictou datant du Pennsylvanien (entre 300 et 311 millions d'années).

### Climat

#### Logement
Selon Statistique Canada, le village comptait 451 logements privés en 2011, dont 349 occupés par des résidents habituels. Parmi ces logements, 92,9 % sont individuels, 2,9 % sont des maisons mobiles et 2,9 % sont des immeubles de moins de 5 étages.

## Histoire
Tabusintac est habité depuis des millénaires par les Micmacs, qui y possèdent toujours une réserve, Tabusintac 9. Ils avaient trois villages le long de la rivière, soit à la pointe Cain's, à la pointe Wishart's et à la pointe aux Indiens. Des traces de cimetières ont été découvertes. Ces gens se sont ensuite pour la plupart déplacés vers de meilleurs endroits.
Selon William Francis Ganong, il pourrait y avoir eu un village acadien ancien à Tabusintac, ce qui expliquerait le nom de l'anse French.
Durant les années 1790, plusieurs familles françaises et anglaises s'établirent simultanément à Tabusintac. Du côté français il y avait la famille de Jacques Breau. Du côté anglais, il y avait Duncan Robertson, John MacLeod et William Tobin, dirigés par Philipp Hierlihy et son épouse Charlotte. Stymiest Setlement est fondé en 1814 ou avant par le Loyaliste Benjamin Stymest.
En 1825, Tabusintac est touché par les Grands feux de la Miramichi, qui dévastent entre 10 000 km2 et 20 000 km2 dans le centre et le nord-est de la province et tuent en tout plus de 280 personnes,.
Le champ de tir de Tracadie, d'une superficie de 18 000 hectares, est ouvert dans le nord de Tabusintac en 1939 et utilisé jusqu'en 1994. Le site est nettoyé et transféré au gouvernement provincial en 1997.
L'école rurale de Tabusintac est inaugurée en 1987.
Tabusintac est l'une des localités organisatrices du IVe Congrès mondial acadien, en 2009.
La caisse populaire de Tabusintac ferme en 2010, à la suite d'une vague de regroupements.

## Démographie
(août 2016).
D'après le recensement de Statistique Canada, il y avait 868 habitants en 2006, comparativement à 893 en 2001, soit une baisse de 2,8 %. Il y a 412 logements privés, dont 353 occupés par des résidents habituels. Le village a une superficie de 153,58 km2 et une densité de population de 5,7 habitants au kilomètre carré.
| 2011 | 2016 |
| ---- | ---- |
| 833  | 861  |

## Administration

### Comité consultatif
En tant que district de services locaux, Tabusintac est administré directement par le Ministère des Gouvernements locaux du Nouveau-Brunswick, secondé par un comité consultatif élu composé de cinq membres dont un président.
| Période                                  | Période | Identité      | Étiquette | Qualité |
| ---------------------------------------- | ------- | ------------- | --------- | ------- |
|                                          |         | Colin Harding |           |         |
|                                          |         |               |           |         |
| Les données manquantes sont à compléter. |         |               |           |         |

### Commission de services régionaux
Tabusintac fait partie de la Région 4, une commission de services régionaux (CSR) devant commencer officiellement ses activités le 1er janvier 2013. Contrairement aux municipalités, les DSL sont représentés au conseil par un nombre de représentants proportionnel à leur population et leur assiette fiscale. Ces représentants sont élus par les présidents des DSL mais sont nommés par le gouvernement s'il n'y a pas assez de présidents en fonction. Les services obligatoirement offerts par les CSR sont l'aménagement régional, l'aménagement local dans le cas des DSL, la gestion des déchets solides, la planification des mesures d'urgence ainsi que la collaboration en matière de services de police, la planification et le partage des coûts des infrastructures régionales de sport, de loisirs et de culture; d'autres services pourraient s'ajouter à cette liste.

### Représentation et tendances politiques
Nouveau-Brunswick: Tabusintac fait partie de la circonscription provinciale de Baie-de-Miramichi—Neguac, qui est représentée à l'Assemblée législative du Nouveau-Brunswick par Serge Robichaud, du Parti progressiste-conservateur. Il fut élu en 2010.
 Canada: Tabusintac fait partie de la circonscription électorale fédérale de Miramichi, qui est représentée à la Chambre des communes du Canada par Tilly O'Neill-Gordon, du Parti conservateur. Elle fut élue lors de la 40e élection fédérale, en 2008.

## Vivre à Tabusintac

### Éducation
Les anglophones doivent fréquenter l'école rurale Tabusintac de Brantville de la maternelle à la huitième année. Ils doivent ensuite poursuivre leurs études à Miramichi jusqu'en douzième année. Les établissements d'enseignement supérieurs anglophones les plus proches sont à Fredericton ou Miramichi. 
Les francophones bénéficient d'une école à Néguac accueillant les élèves de la maternelle à la douzième année. La ville de Shippagan compte le CCNB-Péninsule acadienne et un campus de l'Université de Moncton.
Il y a une bibliothèque publique à Tracadie-Sheila et une autre à Miramichi. Le bibliobus du Nord fait toutefois un arrêt à Tabusintac.

### Autres services publics
Tabusintac bénéficie d'un foyer de soins agréés, la Tabusintac Nursing Home. Il y a aussi un bureau de poste. Le détachement de la Gendarmerie royale du Canada le plus proche est situé à Néguac.
Le bassin et l'estuaire de Tabusintac est une région naturelle d'importance internationale. La zone naturelle protégée de Tabusintac est situé dans les limites du territoire et un sentier de 2 km longe la rivière.
L'église Saint-Georges de Covedell est une église catholique romaine faisant partie du diocèse de Bathurst.
Les anglophones bénéficient du quotidien Telegraph-Journal, publié à Saint-Jean et de l'hebdomadaire Miramichi Leader, publié à Miramichi. Les francophones bénéficient quant à eux du quotidien L'Acadie nouvelle, publié à Caraquet, ainsi que de l'hebdomadaire L'Étoile, de Dieppe.

## Culture
Tabusintac fait l'objet d'un poème dans le recueil de poésie La terre tressée, de Claude Le Bouthillier.